# Poa dolichophylla
Poa dolichophylla är en gräsart som beskrevs av Eduard Hackel. Poa dolichophylla ingår i släktet gröen, och familjen gräs. Inga underarter finns listade i Catalogue of Life.